# Ala en fletxa invertida

Esquema d'un avió amb configuració d'ala en fletxa invertida.

L'ala en fletxa invertida és una forma de configuració avançada per als avions.

## Precursors
Va ser proposat per primera vegada el 1936 en un disseny alemany, on es percebien els avantatges d'aquest tipus d'ales:
- En anar muntades en la part posterior del fuselatge permeten la utilització de bombes sense corrents d'aire que les desviessin.
- Incrementa la maniobrabilitat a velocitat supersònica.

Tanmateix, aquest tipus d'ales també presenten inconvenients, entre ells la gran inestabilitat que pateixen a altes velocitats.
No va ser fins a la Segona Guerra Mundial quan van aparèixer dissenys amb ales en fletxa invertida com el bombarder experimental alemany Junkers Ju 287.

## Primers prototips

L'efecte de les ales de fletxa invertida sobre el flux d'aire és l'invers al de les ales convencionals

La NACA, precursora de la NASA, va investigar els avantatges de les ales de fletxa invertida en el disseny del Bell X-1, però va trobar problemes. Eren necessaris materials més resistents i els beneficis semblaven mínims o inexistents. L'únic avió amb aquest tipus d'ales va ser el reactor executiu HFB-320, va volar el 1964. Van ser construïdes cinquanta unitats, el propòsit d'aquesta configuració era permetre una vista neta, no obstruïda per la presència de les ales.
El concepte va ser considerat impracticable fins a finals dels anys 70 quan l'DARPA va començar a investigar amb els més nous materials compostos per a les ales i control per senyals elèctrics, tot això permetia un disseny molt inestable i, per tant, molt maniobrable.
Originalment el F-16 es va dissenyar amb ales de fletxa invertida, de manera que se li va denominar F-16 SFW (SFW de l'anglès  swept forward wing ), però per moltes raons polítiques el Grumman X-29, que utilitzava el 16% dels components del F-16 (inclòs el sistema de control per senyals elèctrics), va ser desestimat.
Grumman construir dos demostradors X-29 d'aquesta tecnologia, el primer va volar el 1984, però finalment la USAF es va decantar per un model més convencional per al F-22. Davant d'aquest model i les seves extraordinàries prestacions els russos van desenvolupar un aparell més innovador amb ales en fletxa invertida: El SU-47.
el 1997, la companyia russa Sukhoi va presentar el SU-47, un prototip de caça de quarta generació a Saló de París Le Bourget i posteriorment en altres cites internacionals com el Saló de Moscou. El SU-47 està construït amb gran quantitat de materials compostos que li fan difícil de detectar pel radar (potser amb tecnologia furtiva) i una bona relació pes/potència.